# Tom Laterza
Tom Laterza (ur. 9 maja 1992) – luksemburski piłkarz występujący na pozycji obrońcy. Zawodnik rezerw klubu Fola Esch.

## Kariera klubowa
Laterza treningi rozpoczął w luksemburskim klubie FC Mondercange. Jeszcze jako junior trafił do francuskiego Sedanu. W 2009 roku został włączony do jego rezerw. W 2012 roku przeszedł do klubu Fola Esch.

## Kariera reprezentacyjna
W reprezentacji Luksemburga Laterza zadebiutował 10 października 2009 roku w przegranym 0:3 meczu eliminacji Mistrzostw Świata 2010 ze Szwajcarią.